# Vogelvaleidam
De Vogelvaleidam (Afrikaans: Voëlvleidam) is een dam gelegen in West-Kaap, Zuid-Afrika. Oorspronkelijk is de dam gebouwd om het water in het natuurlijke Vogelvaleimeer op te dammen. Het bouwproces werd voltooid in 1952. Gedurende 1969 steeg de Kaapstadse vraag naar water en toen werd de wal van de dam verhoogd tot 18 meter. De dam ligt 6 kilometer ten zuiden van Gouda (West-Kaap). De dam staat bekend om zijn grote vogelbevolking.